# Britt Weerman
Britt Weerman (Assen, 13 juni 2003) is een Nederlandse atlete, die gespecialiseerd is in het hoogspringen. Ze is in deze discipline meervoudig Nederlands kampioene en houdster van de nationale records (outdoor en indoor). In 2021 werd zij Europees kampioene bij de junioren en in 2023 veroverde zij zilver op de Europese indoorkampioenschappen.

## Biografie

### Eerste successen
De in Assen wonende Weerman begon met turnen op haar zesde levensjaar en moest stoppen op haar twaalfde, toen kraakbeenbeschadiging in haar rechter ellebooggewricht werd geconstateerd. Ze ging daarna op zoek naar een sport waarbij zij haar arm niet hoefde te belasten en kwam zo bij de atletieksport terecht. Een proeftraining bij atletiekvereniging AAC ’61 in Assen beviel haar zo goed, dat zij zich als lid aanmeldde. Al gauw kwam zij bij het hoogspringen tot heel goede prestaties door de sportieve basis die zij bij het turnen had gelegd. Op haar veertiende sprong ze al over 1,70 m en behoorde hiermee tot de besten van haar leeftijdgenootjes. Bij haar eerste interlandwedstrijd, de C-junioren Interland Nederland-Westfalen in 2017, kwam zij bij het hoogspringen met 1,66 gelijk als winnares uit de bus. Naast het hoogspringen kwam zij ook op het onderdeel hordelopen al gauw goed uit de voeten.
In 2018 werd zij lid van Groningen Atletiek in de stad, waar zij na afronding van haar middelbare schoolopleiding Commerciële Economie ging studeren aan de Johan Cruyff Academy, gecombineerd met trainen bij het Regionaal Talent Centrum Noord Atletiek.
In 2019 veroverde Weerman haar eerste medaille op een nationaal kampioenschap. Ze was nog vijftien, toen zij op de NK indoor U20 bij de B-junioren bij het hoogspringen met een sprong over 1,72 brons veroverde. Ze haalde daarnaast ook op de 60 m horden de finale. Een jaar later was zij opnieuw de beste van haar leeftijdsgenootjes, want op de NK indoor U20 van dat jaar won zij haar eerste gouden medaille bij de B-junioren met een sprong over 1,80 en scoorde zij bovendien brons op de 60 m horden. Het deed haar besluiten om een week later ook maar direct deel te nemen aan de Nederlandse indoorkampioenschappen voor senioren, waar zij vriend en vijand verraste met een tweede plaats achter Jeanelle Scheper met 1,88, vijftien centimeter over haar eigen lengte en een nationaal indoorrecord bij de junioren. Op haar zestiende was Weerman haar status van junioratlete al ontgroeid, wat ze bewees door vervolgens op de NK outdoor met 1,86 de titel voor zich op te eisen. 

### Goud op EK U20
Voortaan kwam Weerman alleen nog maar uit op NK’s voor senioren. Dat leverde haar in 2021 op de NK indoor, net als het jaar ervoor, opnieuw een zilveren medaille op. Later, tijdens het buitenseizoen, viel haar bronzen plak op de NK outdoor met 1,77 wellicht zelfs iets tegen, maar dat zij niets aan sprongkracht had ingeboet bewees zij vervolgens kort daarna op de EK U20 in Tallinn. Daar veroverde zij met 1,88, een evenaring van haar eigen nationale indoorrecord bij de junioren, de gouden medaille. Zij versloeg daarbij de onder neutrale vlag uitkomende Russin Natalja Spiridonova en de Estische Elisabeth Pihela, die beiden met een PR-sprong over 1,86 als tweede en derde eindigden. 

### Nederlands record en internationale doorbraak
Tot nu toe had Weerman in enkele jaren tijd weliswaar een opvallende progressie vertoond, maar in de buurt van het Nederlandse seniorenrecord van 1,94, in 2014 gevestigd door Nadine Broersen, was zij nog niet gekomen. In 2022 kwam daar evenwel verandering in. Op 11 februari sprong zij in het Duitse Weinheim ineens over 1,92, waarna zij bij de NK indoor de titel veroverde met een sprong over 1,88. Daarna moest zij even wat gas terugnemen vanwege een kwetsuur aan haar enkel en sprong zij tijdelijk met een ingekorte aanloop om haar enkel te ontzien. Het verhinderde haar niet om in juni ook de nationale buitentitel te veroveren. Bij de eerste de beste wedstrijd waarin zij haar aanloop weer volledig kon uitvoeren, de Memorial Rasschaert op 16 juli in het Belgische Ninove, verraste de Drentse atlete zichzelf en iedereen door hoger te springen dan een Nederlandse atlete ooit had gedaan en het record van Broersen te verbeteren tot 1,95. Met deze prestatie kwalificeerde zij zich tevens voor de Europese kampioenschappen in München.
In de maand die volgde bewees Weerman dat die prestatie in Ninove geen toevalstreffer was geweest. Eerst veroverde zij op de wereldkampioenschappen voor U20-atleten in het Colombiaanse Cali achter de Estische Karmen Bruus (winnares met 1,95) het zilver met een sprong over 1,93, om vervolgens op de EK in München eveneens over die hoogte te springen. Dat was net zo hoog als de als derde eindigende Servische Angelina Topić, maar die had daar wat minder pogingen voor nodig gehad dan de Nederlandse. Met deze prestatie had Weerman zich definitief bij de Europese top gevoegd. 
In 2022 werd Weerman een jaar lang gevolgd door de contentserie De Aanpakkers, waarin 'zes toptalenten uit het Noorden er alles aan doen om hun sportieve droom uit te laten komen. Vallen, opstaan, doorbijten en aanpakken!'

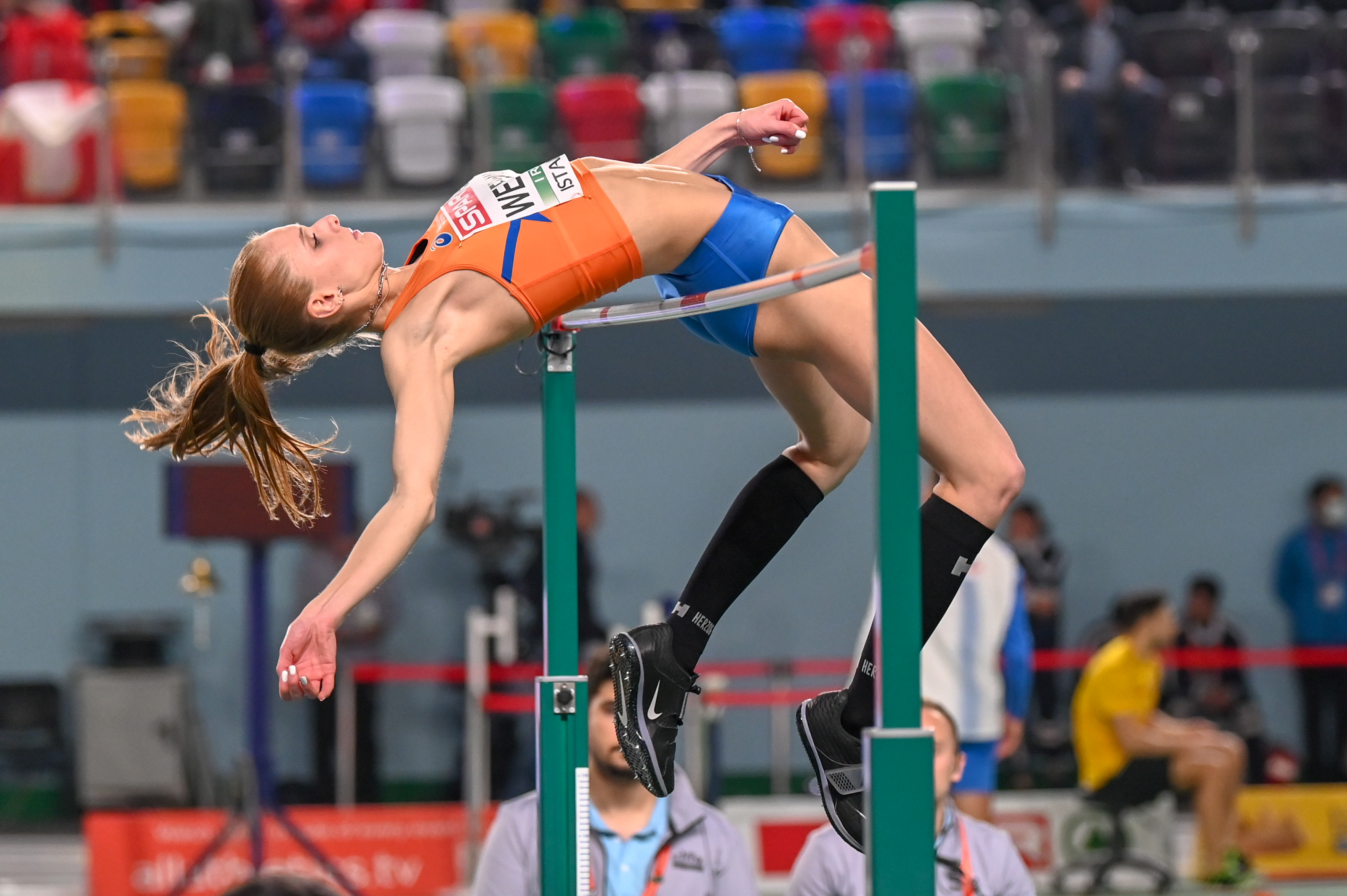
Weerman in actie tijdens het Europese kampioenschappen indooratletiek 2023.

### Zilver op EK indoor
In 2023 koos Weerman opnieuw voor de speciaal voor hoogspringen ingerichte indoorhal in Weinheim om met het indoorseizoen van start te gaan. Op 3 februari sprong zij daar over 1,96. Dat was niet alleen drie centimeter hoger dan het uit 2014 stammende Nederlandse indoorrecord van Broersen, maar ook hoger dan haar in 2022 gevestigde outdoorrecord van 1,95. Weerman was, op haar negentiende, al uitgegroeid tot de beste Nederlandse hoogspringster ooit. Dat ze enkele weken later op de NK indoor met 'slechts' 1,90 de titel veroverde, had niet te maken met het feit dat zij daar niet hoger had kunnen springen. Ze wilde zich echter sparen voor de Europese indoorkampioenschappen in Istanbul, die in de eerste week van maart op het programma stonden. In de Turkse hoofdstad evenaarde zij haar kersverse indoorrecord van 1,96 en veroverde de zilveren medaille achter de Oekraïense favoriete Jaroslava Mahoetsjich, die met 1,98 het goud veroverde. Het brons was met 1,94 voor de tweede Oekraïense Kateryna Tabashnyk. Het was een van de verrassende prestaties van de Nederlandse equipe op dit toernooi, die met in totaal zeven medailles tweede werd in het medailleklassement.

### Blessureleed
Een knieblessure verhinderde Weerman om deel te nemen aan de Wereldkampioenschappen in augustus 2023. Ze kwam pas weer in mei 2024 terug in actie in Chorzów, Polen, waar ze 1,90 meter sprong. Daarmee kwam ze 1 centimeter tekort om aan de EK in Rome deel te mogen nemen. Voor de Olympische Spelen in Parijs gold een limiet van 1,93 m (NL) en 1,97 m (internationaal).

## Kampioenschappen

### Internationale kampioenschappen
| Onderdeel    | Titel                  | Jaar |
| ------------ | ---------------------- | ---- |
| hoogspringen | Europees kampioene U20 | 2021 |

### Nationale kampioenschappen

#### Outdoor
| Onderdeel    | Jaar             |
| ------------ | ---------------- |
| hoogspringen | 2020, 2022, 2024 |

#### Indoor
| Onderdeel    | Jaar             |
| ------------ | ---------------- |
| hoogspringen | 2022, 2023, 2025 |

## Persoonlijke records
| Onderdeel              | Prestatie   | Datum           | Plaats   |
| ---------------------- | ----------- | --------------- | -------- |
| hoogspringen (outdoor) | 1,95 m (NR) | 16 juli 2022    | Ninove   |
| hoogspringen (indoor)  | 1,96 m (NR) | 3 februari 2023 | Weinheim |

## Palmares

### hoogspringen
- 2020:  NK indoor - 1,88 m[7]
- 2020:  NK - 1,86 m
- 2021:  NK indoor - 1,84 m
- 2021:  EK U20 - 1,88 m
- 2021:  NK - 1,77 m[8]
- 2022:  NK indoor - 1,88 m
- 2022:  NK - 1,83 m
- 2022:  Flanders Cup VITA - 1,95 m (NR)
- 2022:  WK U20 - 1,93 m
- 2022: 4e EK - 1,93 m
- 2023:  NK indoor - 1,90 m
- 2023:  EK indoor - 1,96 m (ev. NR)
- 2024:  NK - 1,91 m
- 2025:  NK indoor - 1,84 m
- 2025: 4e FBK Games - 1,85 m
- 2025: 5e EK landenteams First League in Madrid - 1,91 m

## Onderscheidingen
- 2022 Drents sporttalent van 2021[9]